# يوسب يلاتشيتش
يوسپ يلاتشيتش أو يوسف يلاتشيتش (Josip Jelačić) (بتروفارادين، 16 أكتوبر 1801 - زغرب، 20 مايو 1859) بان كرواتيا بين 23 مارس 1848 و19 مايو 1859. عضو في عائلة يلاتشيتش وجنرال معروف، يذكر لحملاته العسكرية خلال ثورات 1848 ولإلغاءه القنانة في كرواتيا. أُدرج في قائمة أعظم كرواتي في استفتاء أجرته مجلة «ناسيونال» الأسبوعية الكرواتية سنة 2003.